# Toradjia celebensis
Toradjia celebensis är en kräftdjursart som först beskrevs av Dollfus 1898C.  Toradjia celebensis ingår i släktet Toradjia och familjen Scleropactidae. Inga underarter finns listade i Catalogue of Life.